# Ellen Keys park

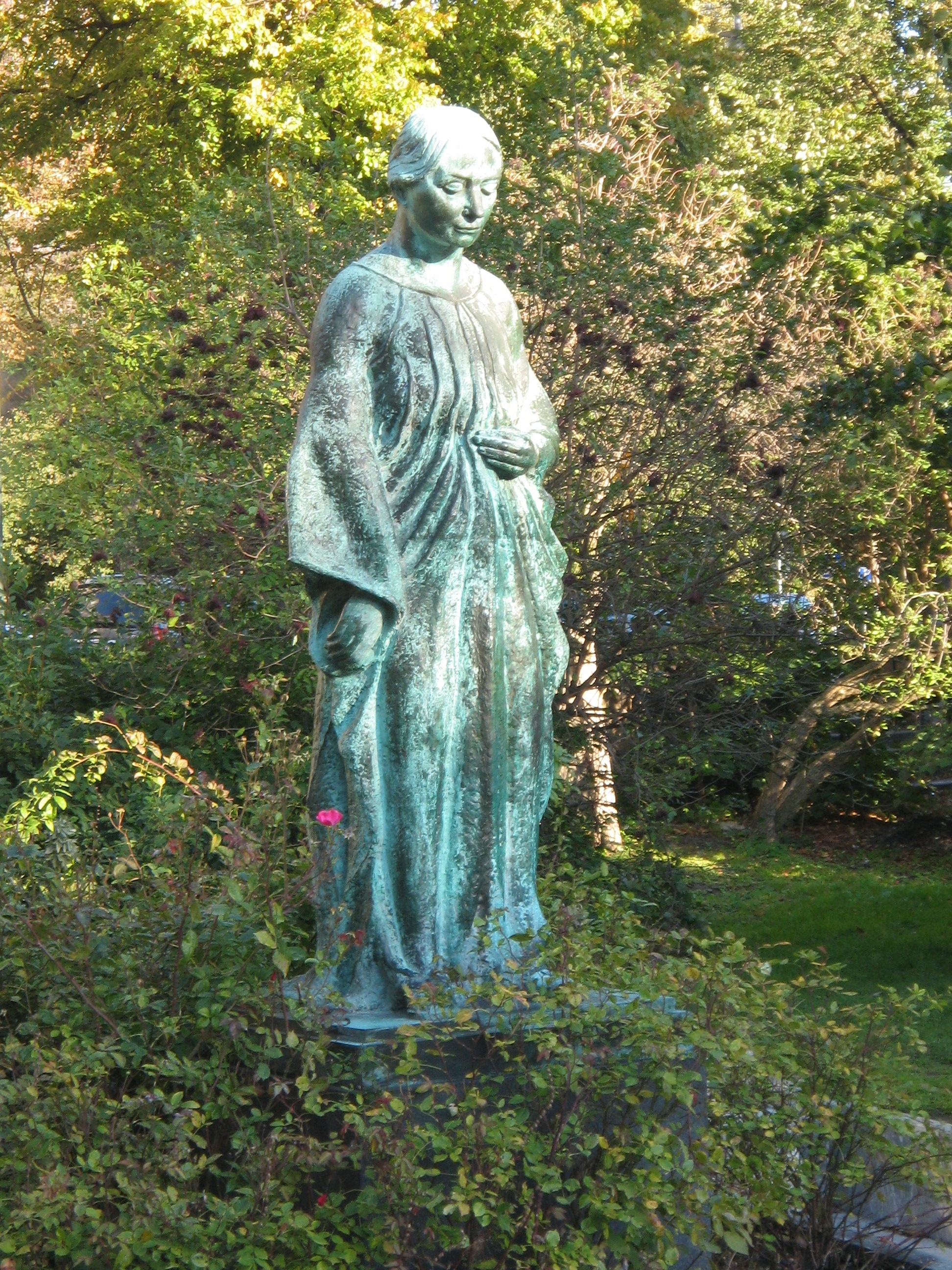
Ellen Key-statyn i Ellen Keys park.

Ellen Keys park (före detta Jarlaparken) är en park nära Jarlaplan på Östermalm i Stockholms innerstad. Parken har en areal om 0,5 hektar och sträcker sig mellan Karlavägen och Birger Jarlsgatan samt begränsas i norr av ett nytt bostadskvarter och i söder av Borgarskolan.

## Historik
På 1800-talets slut utbredde sig här Träsksjön som torrlades och nuvarande bebyggelse växte fram. Kvarteret Träskfloden, där parken anlades på 1930-talet, påminner fortfarande om Träsksjön. Samtidigt med parken uppfördes Borgarskolan. 1953 restes Sigrid Fridmans Ellen Key-staty i parkens östra del mot Karlavägen. Parken benämndes fram till 2000-talet Jarlaparken då den fick sitt nuvarande namn. 
Enligt Stockholms parkprogram har parken kulturhistoriskt värde. Anläggningen indelas i tre parkrum av tvärgående halvmeterhöga granitmurar, som har överliggare av kalksten. En låg granitmur löper även längs parken västra kant. Parkens utformning i nordiskt klassicistisk stil är välbevarad. Dammen och planteringen vid Ellen Key statyn upprustades 2006.

## Bilder

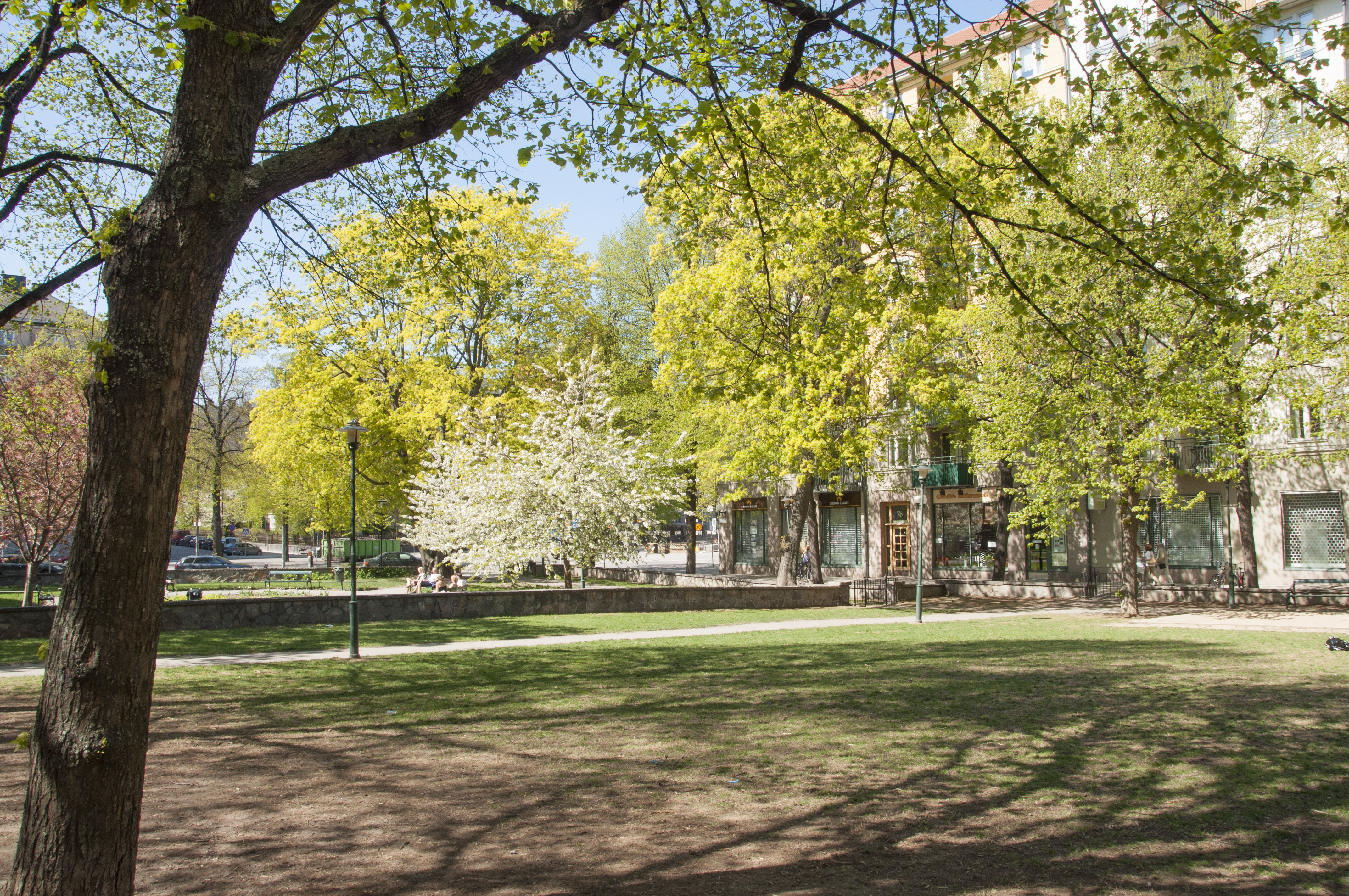
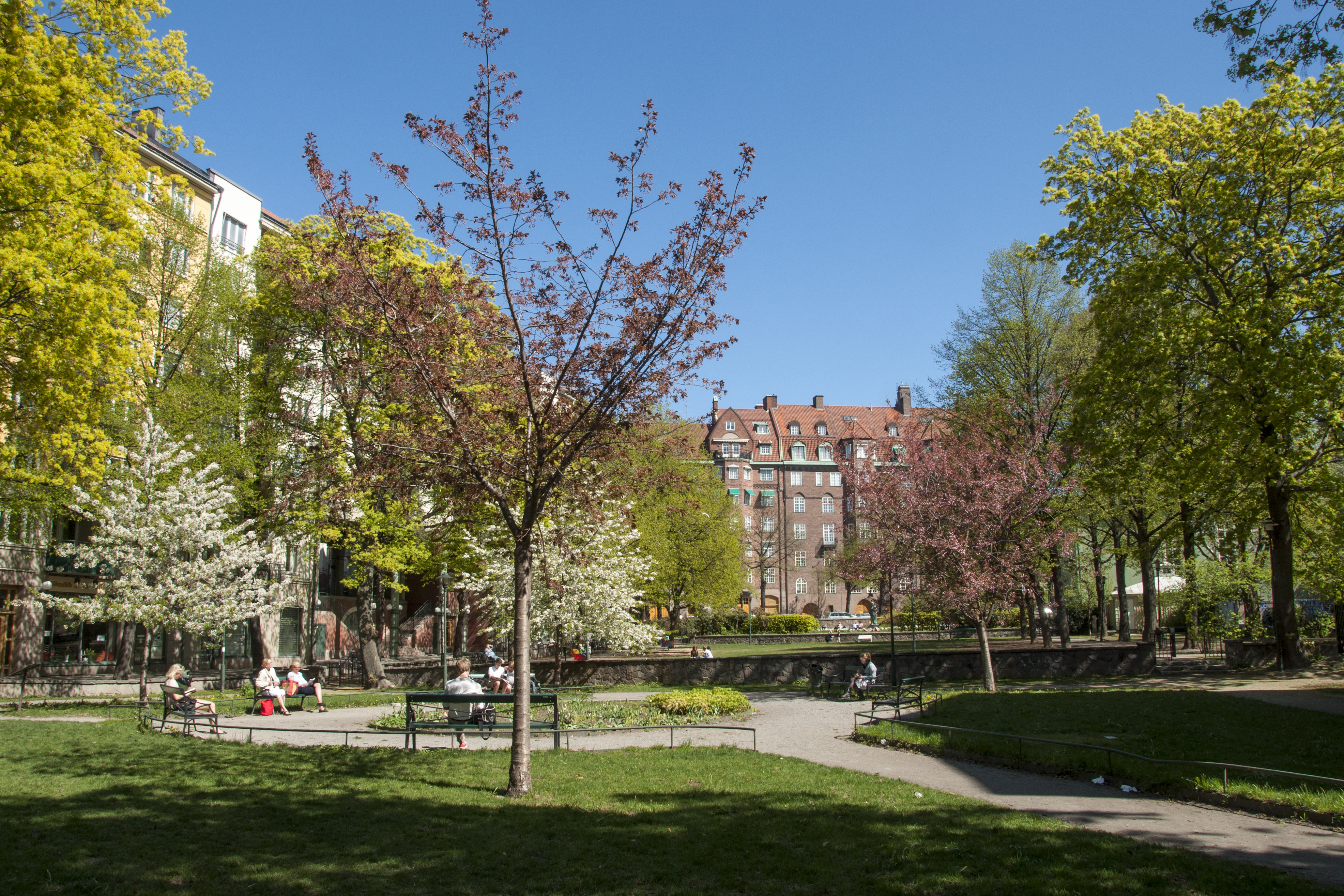
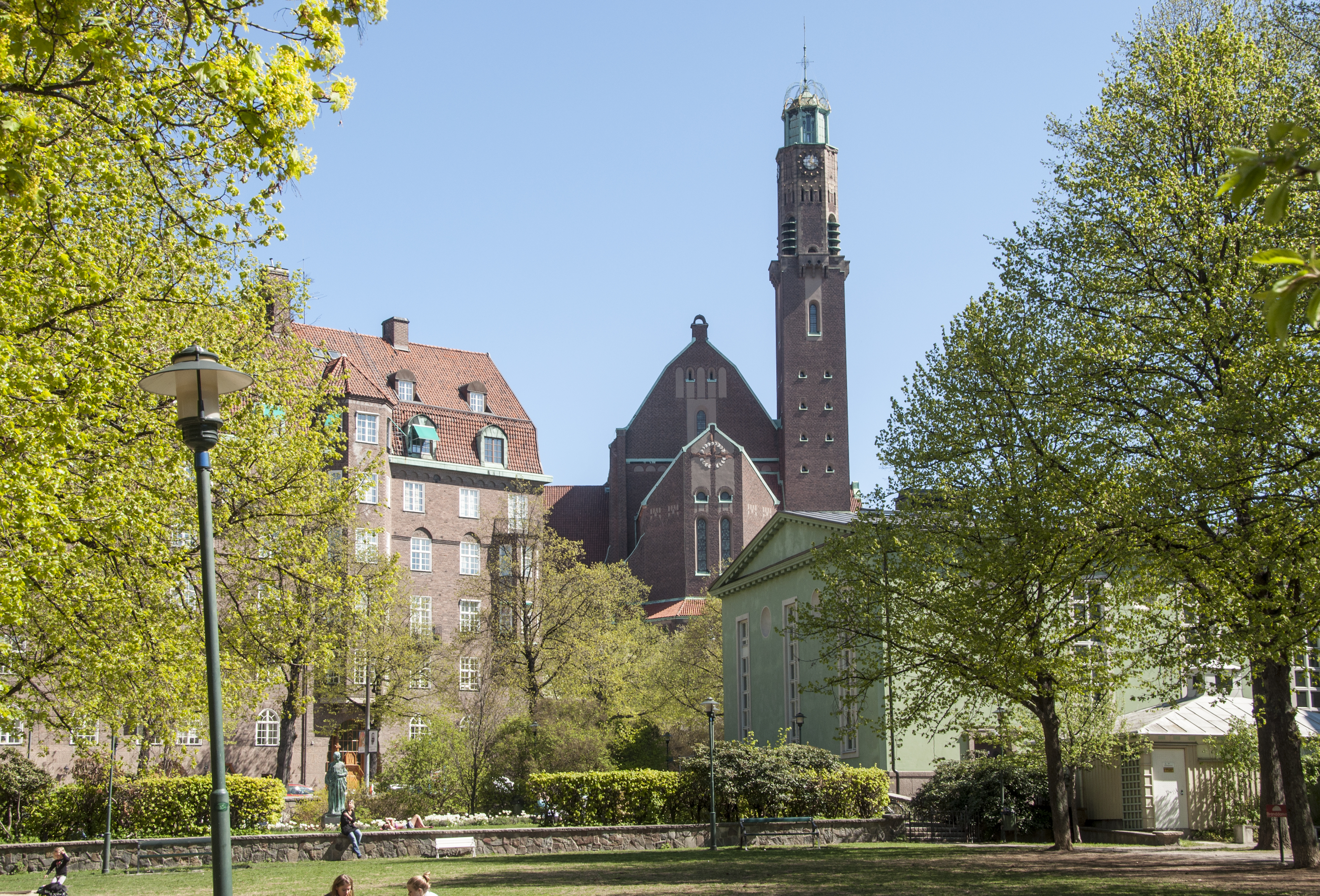
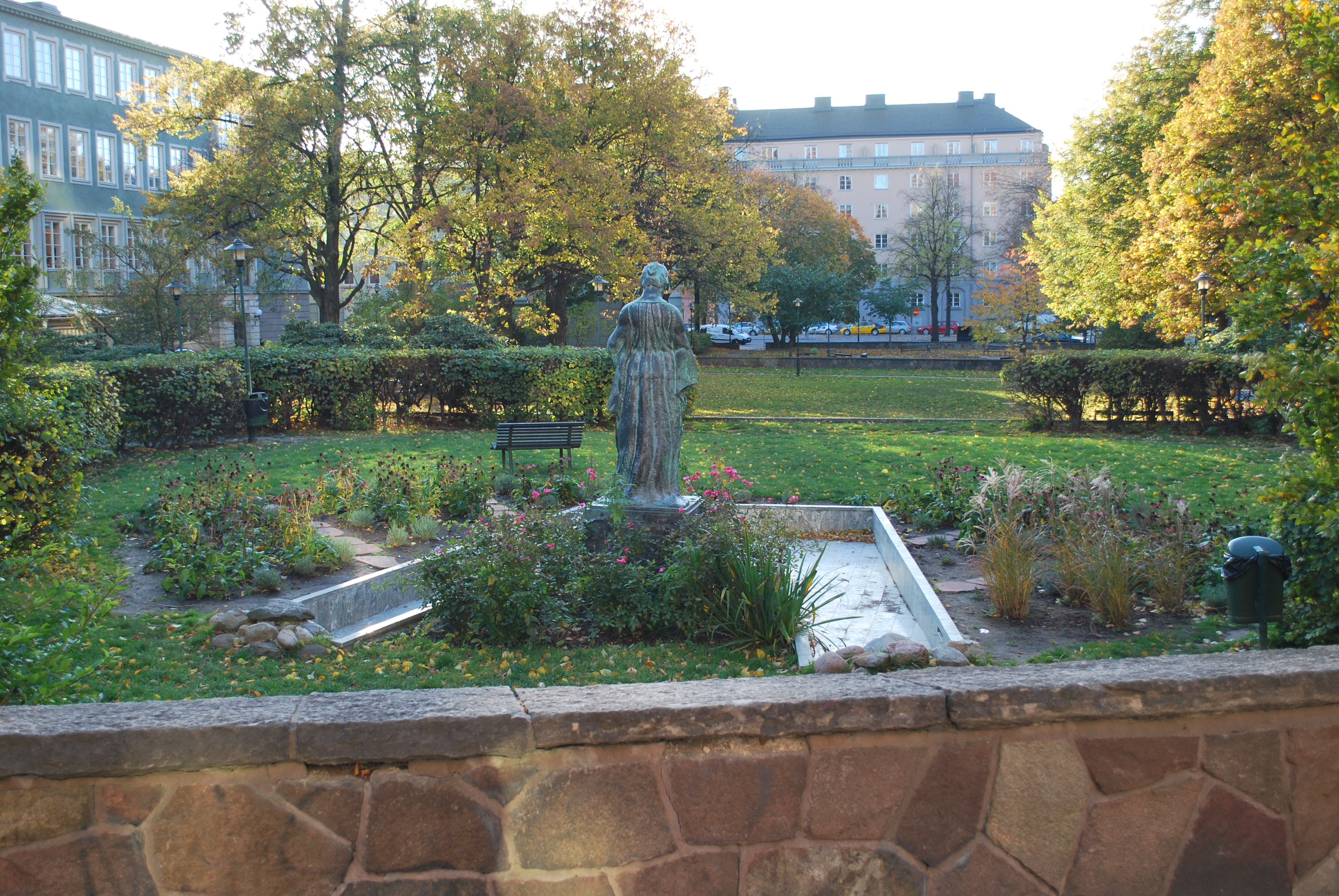